# Allegro Barbaro (film)
Az Allegro barbaro egy 1979-ben készült színes magyar filmdráma Jancsó Miklós rendezésében. AVitam et sanguinem – Életünket és vérünket címmel tervezett trilógia második része. A tervezett harmadik rész (Concerto munkacímmel) végül nem készült el.

## Cselekmény
|  | Alább a cselekmény részletei következnek! |

Zsadányi kiszabadítja keresztlányát Bankós Marit a csendőrök fogságából, majd behajtanak az erdőbe, ahonnan Marit korábban elvitték. Szemük előtt megjelenik a harmincas éveket előrevetítő látomás: Zsadányi és Mari szerelmesek, ám románcukat megzavarja a készülő háború zaja. A lovak helyett megjelennek a motorok, a mezőt övező kerítéseken pedig a szögesdrótok. Zsadányi egykori barátai a nácikhoz csatlakoznak, Ő, mint a parasztjaival szocializmushoz hasonló közösségben élő földbirtokos egyre jobban eltávolodik tőlük. Az ország gondjaiért a miniszterelnököt, Héderváry Károlyt teszi felelőssé, akit Mari tiltakozása ellenére megöl. A nagypolitika viszont nem változik, a gyilkosságot eltussolják, azonban az ártatlan Mari az életével fizet. Az álom véget ér, a szerelmesek pedig elhajtanak.
|  | Itt a vége a cselekmény részletezésének! |

## Szereplők
- Cserhalmi György – Zsadányi István
- Czinkóczi Zsuzsa – Bankós Mari
- Tarján Györgyi – Bankós Mari
- Balázsovits Lajos – Zsadányi Gábor
- Kovács István – Komáry István gróf
- Bujtor István – Héderváry Károly
- Solti Bertalan – Öreg Bankós
- Horváth László – Kovács

## Érdekességek
- Tarján Györgyinek a forgatáson halálfélelme volt (pofon, golyózápor és egyebek miatt).
- A filmben Tarján Györgyi nevetőgörcsöt kapott, mert az apját játszó Solti Bertalannak egy légy repült a szájába, de mivel forgott a kamera, így nem állt le, úgy mondta el a szövegét.